# Europese auto in 2023
Dit artikel geeft een overzicht van alle Europese personenwagens die op de markt kwamen in 2023. De auto's staan alfabetisch gerangschikt per merk.
| Abarth |                  | concern:      | Stellantis Frankrijk, Italië, Verenigde Staten |
| Abarth | divisie:         |               |                                                |
| Abarth | merk:            | Abarth Italië |                                                |
| Abarth | model:           | 500e          |                                                |
| Abarth | einde productie: | ?             |                                                |
| Abarth | productieaantal: | ?             |                                                |

| AC |                  | concern:               | onafhankelijk |
| AC | divisie:         |                        |               |
| AC | merk:            | AC Verenigd Koninkrijk |               |
| AC | model:           | Cobra GT roadster      |               |
| AC | einde productie: | ?                      |               |
| AC | productieaantal: | ?                      |               |

| Alfa Romeo |                  | concern:                   | Stellantis Frankrijk, Italië, Verenigde Staten |
| Alfa Romeo | divisie:         |                            |                                                |
| Alfa Romeo | merk:            | Alfa Romeo Italië          |                                                |
| Alfa Romeo | model:           | 33 Stradale (2e generatie) |                                                |
| Alfa Romeo | einde productie: | ?                          |                                                |
| Alfa Romeo | productieaantal: | 33                         |                                                |

| Aston Martin |                  | concern:                         | onafhankelijk |
| Aston Martin | divisie:         |                                  |               |
| Aston Martin | merk:            | Aston Martin Verenigd Koninkrijk |               |
| Aston Martin | model:           | DB12 coupé                       |               |
| Aston Martin | einde productie: | ?                                |               |
| Aston Martin | productieaantal: | ?                                |               |

| BMW |                  | concern:                                | onafhankelijk |
| BMW | divisie:         |                                         |               |
| BMW | merk:            | BMW Duitsland                           |               |
| BMW | model:           | 5-serie sedan (G60) / i5 (8e generatie) |               |
| BMW | einde productie: | ?                                       |               |
| BMW | productieaantal: | ?                                       |               |

| BMW |                  | concern:                                                       | onafhankelijk |
| BMW | divisie:         |                                                                |               |
| BMW | merk:            | BMW Duitsland                                                  |               |
| BMW | model:           | M2 Coupé (G87; 2e generatie; sportieve variant van de 2-serie) |               |
| BMW | einde productie: | ?                                                              |               |
| BMW | productieaantal: | ?                                                              |               |

| BMW |                  | concern:      | onafhankelijk |
| BMW | divisie:         |               |               |
| BMW | merk:            | BMW Duitsland |               |
| BMW | model:           | XM            |               |
| BMW | einde productie: | ?             |               |
| BMW | productieaantal: | ?             |               |

| Ferrari |                  | concern:       | onafhankelijk |
| Ferrari | divisie:         |                |               |
| Ferrari | merk:            | Ferrari Italië |               |
| Ferrari | model:           | Roma Spider    |               |
| Ferrari | einde productie: | ?              |               |
| Ferrari | productieaantal: | ?              |               |

| FIAT |                  | concern:           | Stellantis Frankrijk, Italië, Verenigde Staten |
| FIAT | divisie:         |                    |                                                |
| FIAT | merk:            | FIAT Italië        |                                                |
| FIAT | model:           | 600 (3e generatie) |                                                |
| FIAT | einde productie: | ?                  |                                                |
| FIAT | productieaantal: | ?                  |                                                |

| FIAT |                  | concern:                                | Stellantis Frankrijk, Italië, Verenigde Staten |
| FIAT | divisie:         |                                         |                                                |
| FIAT | merk:            | FIAT Italië                             |                                                |
| FIAT | model:           | Topolino (badge-engineered Citroën Ami) |                                                |
| FIAT | einde productie: | ?                                       |                                                |
| FIAT | productieaantal: | ?                                       |                                                |

| Ford |                  | concern:                                                           | Ford Motor Company Verenigde Staten |
| Ford | divisie:         | Ford of Europe Duitsland                                           |                                     |
| Ford | merk:            | Ford Verenigde Staten                                              |                                     |
| Ford | model:           | Tourneo Courier (2e generatie; mpv-variant van de Transit Courier) |                                     |
| Ford | einde productie: | ?                                                                  |                                     |
| Ford | productieaantal: | ?                                                                  |                                     |

| Ford |                  | concern:                                                         | Ford Motor Company Verenigde Staten |
| Ford | divisie:         | Ford of Europe Duitsland                                         |                                     |
| Ford | merk:            | Ford Verenigde Staten                                            |                                     |
| Ford | model:           | Tourneo Custom (2e generatie; mpv-variant van de Transit Custom) |                                     |
| Ford | einde productie: | ?                                                                |                                     |
| Ford | productieaantal: | ?                                                                |                                     |

| Ineos |                  | concern:                                                                    | onafhankelijk |
| Ineos | divisie:         |                                                                             |               |
| Ineos | merk:            | Ineos Verenigd Koninkrijk                                                   |               |
| Ineos | model:           | Ineos Grenadier Quartermaster vierdeurpick-up (variant van de suv uit 2022) |               |
| Ineos | einde productie: | ?                                                                           |               |
| Ineos | productieaantal: | ?                                                                           |               |

| Jeep |                  | concern: | Stellantis Frankrijk, Italië, Verenigde Staten |
| Jeep | divisie:         | |                                                |
| Jeep | merk:            | Jeep Verenigde Staten                                                                                                 |                                                |
| Jeep | model:           | Avenger suv (ontworpen voor de Europese markt; wordt niet in Noord-Amerika verkocht) Avenger EV (elektrische variant) |                                                |
| Jeep | einde productie: | ? |                                                |
| Jeep | productieaantal: | ? |                                                |

| Lamborghini |                  | concern:                  | Volkswagen AG Duitsland |
| Lamborghini | divisie:         |                           |                         |
| Lamborghini | merk:            | Lamborghini Italië        |                         |
| Lamborghini | model:           | Revuelto coupé-sportwagen |                         |
| Lamborghini | einde productie: | ?                         |                         |
| Lamborghini | productieaantal: | ?                         |                         |

| Maserati |                  | concern:                                                                                      | Stellantis Frankrijk, Italië, Verenigde Staten |
| Maserati | divisie:         |                                                                                               |                                                |
| Maserati | merk:            | Maserati Italië                                                                               |                                                |
| Maserati | model:           | GranTurismo coupé (2e generatie; de cabrioletvariant kwam in 2024 als GranCabrio op de markt) |                                                |
| Maserati | einde productie: | ?                                                                                             |                                                |
| Maserati | productieaantal: | ?                                                                                             |                                                |

| Mercedes-AMG |                  | concern:                      | Mercedes-Benz Group Duitsland |
| Mercedes-AMG | divisie:         |                               |                               |
| Mercedes-AMG | merk:            | Mercedes-AMG Duitsland        |                               |
| Mercedes-AMG | model:           | GT Coupé (C192; 2e generatie) |                               |
| Mercedes-AMG | einde productie: | ?                             |                               |
| Mercedes-AMG | productieaantal: | ?                             |                               |

| Mercedes-Benz |                  | concern:                                                                                                   | Mercedes-Benz Group Duitsland |
| Mercedes-Benz | divisie:         | |                               |
| Mercedes-Benz | merk:            | Mercedes-Benz Duitsland                                                                                    |                               |
| Mercedes-Benz | model:           | CLE-Klasse Coupé (1e generatie; een cabriolet en krachtiger varianten van Mercedes-AMG verschenen in 2024) |                               |
| Mercedes-Benz | einde productie: | ? |                               |
| Mercedes-Benz | productieaantal: | ? |                               |

| Mercedes-Benz |                  | concern:                                                                                             | Mercedes-Benz Group Duitsland |
| Mercedes-Benz | divisie:         | |                               |
| Mercedes-Benz | merk:            | Mercedes-Benz Duitsland                                                                              |                               |
| Mercedes-Benz | model:           | E-Klasse sedan / T-Modell stationwagen / All-Terrain stationwagen (W214 / S214 / X214; 6e generatie) |                               |
| Mercedes-Benz | einde productie: | ? |                               |
| Mercedes-Benz | productieaantal: | ? |                               |

| Mercedes-Benz Mercedes-AMG |                  | concern:                                                                                     | Mercedes-Benz Group Duitsland |
| Mercedes-Benz Mercedes-AMG | divisie:         |                                                                                              |                               |
| Mercedes-Benz Mercedes-AMG | merk:            | Mercedes-Benz, Mercedes-AMG Duitsland                                                        |                               |
| Mercedes-Benz Mercedes-AMG | model:           | EQE SUV (1e generatie; de krachtiger versies kwamen onder het merk Mercedes-AMG op de markt) |                               |
| Mercedes-Benz Mercedes-AMG | einde productie: | ?                                                                                            |                               |
| Mercedes-Benz Mercedes-AMG | productieaantal: | ?                                                                                            |                               |

| Mercedes-Benz |                  | concern:                                                            | Mercedes-Benz Group Duitsland |
| Mercedes-Benz | divisie:         |                                                                     |                               |
| Mercedes-Benz | merk:            | Mercedes-Benz Duitsland                                             |                               |
| Mercedes-Benz | model:           | EQT mpv (elektrische variant van de 2e generatie Citan-bestelwagen) |                               |
| Mercedes-Benz | einde productie: | ?                                                                   |                               |
| Mercedes-Benz | productieaantal: | ?                                                                   |                               |

| Mercedes-Benz Mercedes-AMG |                  | concern: | Mercedes-Benz Group Duitsland |
| Mercedes-Benz Mercedes-AMG | divisie:         | |                               |
| Mercedes-Benz Mercedes-AMG | merk:            | Mercedes-Benz, Mercedes-AMG Duitsland                                                                                         |                               |
| Mercedes-Benz Mercedes-AMG | model:           | GLC Coupé suv (2e generatie; afgeleid van de suv uit 2022; de krachtiger versies werden onder het merk Mercedes-AMG verkocht) |                               |
| Mercedes-Benz Mercedes-AMG | einde productie: | ? |                               |
| Mercedes-Benz Mercedes-AMG | productieaantal: | ? |                               |

| Peugeot |                  | concern:                                                                                 | Stellantis Frankrijk, Italië, Verenigde Staten |
| Peugeot | divisie:         |                                                                                          |                                                |
| Peugeot | merk:            | Peugeot Frankrijk                                                                        |                                                |
| Peugeot | model:           | 408 cross-over-suv (in China 408 X genoemd ter onderscheiding van de 408 sedan uit 2014) |                                                |
| Peugeot | einde productie: | ?                                                                                        |                                                |
| Peugeot | productieaantal: | ?                                                                                        |                                                |

| Renault |                  | concern:                                                                        | onafhankelijk |
| Renault | divisie:         |                                                                                 |               |
| Renault | merk:            | Renault Frankrijk                                                               |               |
| Renault | model:           | Espace cross-over-suv (6e generatie; verlengde variant van de Austral uit 2022) |               |
| Renault | einde productie: | ?                                                                               |               |
| Renault | productieaantal: | ?                                                                               |               |

| Rolls-Royce |                  | concern:                            | BMW Duitsland |
| Rolls-Royce | divisie:         |                                     |               |
| Rolls-Royce | merk:            | Rolls-Royce Verenigd Koninkrijk     |               |
| Rolls-Royce | model:           | Droptail roadster (op maat gemaakt) |               |
| Rolls-Royce | einde productie: | ?                                   |               |
| Rolls-Royce | productieaantal: | 4                                   |               |

| Rolls-Royce |                  | concern:                        | BMW Duitsland |
| Rolls-Royce | divisie:         |                                 |               |
| Rolls-Royce | merk:            | Rolls-Royce Verenigd Koninkrijk |               |
| Rolls-Royce | model:           | Spectre elektrische coupé       |               |
| Rolls-Royce | einde productie: | ?                               |               |
| Rolls-Royce | productieaantal: | ?                               |               |